# Омаров, Яшар Адиль оглы
Омаров, Яшар Адиль оглы (азерб. Yaşar Adil oğlu Ömərov; род. 1 декабря 1977, Баку) — ректор Азербайджанского технологического университета (с 2024).

## Биография
Родился 1 декабря 1977 года в Баку. В 1999 году окончил Бакинский государственный университет по специальности «Биохимия». В 2001 году окончил магистратуру БГУ по той же специальности.
В 2007 году в БГУ защитил кандидатскую диссертацию. Получил степень кандидата биологических наук.
С 1999 года являлся лаборантом кафедры биохимии и биотехнологий биологического факультета БГУ.
С 2001 по 2014 год являлся главным лаборантом, начальником лаборатории, преподавателем, доцентом, заместителем декана биологического факультета БГУ.
С 2014 года являлся ведущим, затем главным советником отдела науки, высшего и среднего специального образования Министерства образования Азербайджана. С 2019 года является начальником сектора высшего, среднего специального и дополнительного образования данного отдела. 
С июля 2021 года являлся проректором по вопросам науки и инноваций, исполняющим обязанности проректора по учебной части Азербайджанского технологического университета.
С 25 июля 2022 года — исполняющий обязанности ректора Азербайджанского технологического университета.
Ректор Азербайджанского технологического университета (с 4 ноября 2024).
Член партии «Новый Азербайджан».